# 安娜·苏布里
安娜·苏布里（英語：Anna Soubry；1956年12月7日—）为英国政治人物，曾為保守党党员，2010年起任英国下议院布罗克斯托选区议员。2019年因反對脫歐而退黨，加入新成立的獨立圑體，隨後成為該黨黨魁，但於半年後失去議席。不久後宣布將改變英國－獨立團體解散。
曾任商务创新和技能部小企业、产业和企业副大臣，列席内阁会议。亦曾在国防部、卫生部任职。《独立报》编辑西蒙·卡尔称赞她“有非凡的即兴演讲天赋。”

## 早年经历
苏布里出生在林肯郡林肯医院，那也是她母亲Frances Soubry（娘家姓 Coward）工作的地方，而她的父亲戴维·苏布里是诺丁汉郡一车库业主。成长于诺丁汉郡上特伦特-邓纳姆村和克伦伯公园。1968到1975年她就读于亨利·哈特兰文法学校，1970年后该校改为综合性中学。1979年她毕业于伯明翰大学法律专业。
20世纪70年代，苏布里涉足学生政治，成为全国学生联合会执行委员会中唯一的保守党党员。

## 个人生活
苏布里是一位抚养两个孩子的单身母亲，现定居在莱斯特郡伍德豪斯·埃文斯村。